# Natação nos Jogos Pan-Americanos de 2015 - 10 km feminino
A competição dos 10 km feminino da natação nos Jogos Pan-Americanos de 2015 foi realizada em 11 de julho no canal oeste do Lago Ontário em Toronto.

## Calendário
Horário local (UTC-4).
| Data        | Horário | Fase  |
| ----------- | ------- | ----- |
| 11 de julho | 15:30   | Final |

## Medalhistas
| Ouro   | USA Eva Fabian         |
| Prata  | VEN Paola Perez Sierra |
| Bronze | ECU Samantha Arévalo   |

## Resultado final
A competição foi realizada em 11 de julho. 
| Pos.              | Nadador                      | Tempo     |
| ----------------- | ---------------------------- | --------- |
| Medalha de ouro   | USA Eva Fabian               | 2:03:17.0 |
| Medalha de prata  | VEN Paola Perez Sierra       | 2:03:17.0 |
| Medalha de bronze | ECU Samantha Arévalo         | 2:03:17.1 |
| 4                 | USA Emily Brunemann          | 2:03:17.5 |
| 5                 | CHI Kristel Köbrich          | 2:03:25.8 |
| 6                 | MEX Zaira Cardenas           | 2:03:28.3 |
| 7                 | CAN Jade Dusablon            | 2:04:36.7 |
| 8                 | CAN Samantha Harding         | 2:04:37.7 |
| 9                 | ARG Cecilia Biagioli         | 2:04:37.8 |
| 10                | BRA Carolina Bilich          | 2:04:40.3 |
| 11                | MEX Monserrat Ortuno         | 2:06:28.2 |
| 12                | ARG Julia Arino              | 2:07:54.1 |
| 13                | VEN Liliana Hernandez Vera   | 2:09:19.6 |
| 14                | ESA Fatima Flores Guzman     | 2:14:15.0 |
| 15                | GUA Cindy Toscano Merida     | 2:14:45.6 |
| 16                | CRC Maria Astorga Perez      | 2:21:40.8 |
| 17                | GUA Fernanda Archila Salazar | 2:26:55.0 |
| 18                | HON Emma Quintanilla Lizano  | 2:27:08.4 |

Legenda
| Recorde mundial                  | Recorde mundial (World record)               |                       | Recorde africano                      | Recorde africano (African) |                                           | Q | Classificado por posição (Qualified) |
| Recorde dos Jogos Pan-Americanos | Recorde pan-americano (Pan-American record)  | Recorde da América    | Recorde da América (Americas)         | q                          | Classificado por melhor tempo (Qualified) |   |                                      |
| Melhor marca do ano              | Melhor marca do ano (World leading)          | Recorde asiático      | Recorde asiático (Asian)              | DNS                        | Não largou (Did not start)                |   |                                      |
| Recorde nacional                 | Recorde nacional (National record)           | Recorde europeu       | Recorde europeu (European)            | DNF                        | Não terminou (Did not finish)             |   |                                      |
| Recorde pessoal                  | Recorde pessoal do atleta (Personal best)    | Recorde da Oceania    | Recorde da Oceania (Oceania)          | DSQ / DQ                   | Desclassificado (Disqualified)            |   |                                      |
| Recorde da temporada             | Recorde da temporada do atleta (Season best) | Recorde sul-americano | Recorde sul-americano (South America) | NM                         | Sem marca (No mark)                       |   |                                      |